# (8458) Georgekoenig
(8458) Georgekoenig est un astéroïde de la ceinture principale.

## Description
(8458) Georgekoenig est un astéroïde de la ceinture principale. Il fut découvert le 1er mars 1981 à Siding Spring par Schelte J. Bus. Il présente une orbite caractérisée par un demi-grand axe de 2,27 UA, une excentricité de 0,14 et une inclinaison de 3,7° par rapport à l'écliptique.

## Compléments